# Marie-Louise Bion

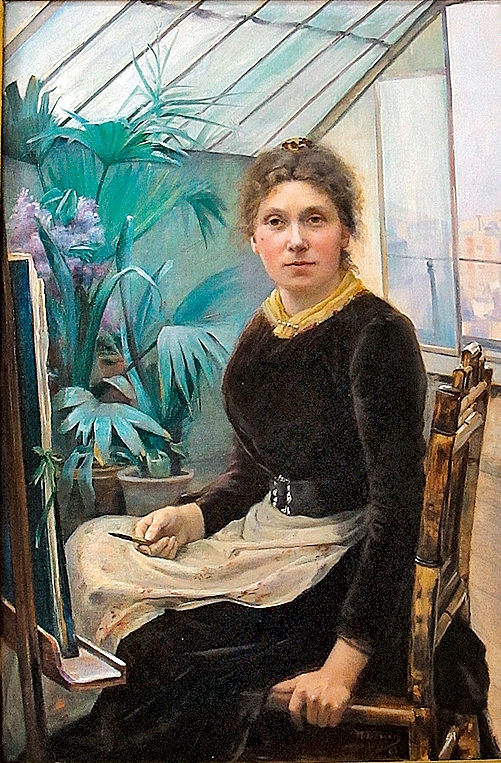
Marie-Louise Bion (Selbstporträt)

Marie-Louise Bion (* 18. Mai 1858 in Schönholzerswilen; † 28. März 1939 in Zürich) war eine Schweizer Malerin mit Bürgerort St. Gallen. Sie ist vor allem für ihre Porträtmalerei bekannt. Des Weiteren schuf sie auch Miniaturmalerei und Porzellanmalerei sowie Genreszenen. Ihre Arbeiten sind vor allem vom Realismus geprägt.

## Leben
Marie-Louise Bion war ältestes von drei Kindern von Friedrich Wilhelm Bion (1826–1864) und Maria Bion, geborene Oettli (1831–1900). Die Familie Bion ist seit dem frühen 18. Jahrhundert in St. Gallen ansässig. Bions Grossvater Wilhelm Friedrich Bion war Pfarrer und Sozialreformer, der sich für ein kirchliches Frauenstimmrecht einsetzte. Ihr Grossonkel Gottlieb Bion war ebenfalls Maler.
Während ihre Familie im November 1862 nach Uruguay auswanderte, blieb Bion aufgrund einer schweren Erkrankung zunächst bei der Schwester ihres Vaters, Emma Bertha Bissegger-Bion, in Weinfelden, später bei einer weiteren Tante, Johanna Elisabetha Rohr-Bion, in Rheinfelden, wo deren Mann eine Apotheke besass. Nach dessen Tod zog die Tante mit Marie-Louise nach Zürich.
Dort begann Bion von 1882 bis 1885 ihre künstlerische Ausbildung an der Kunstgewerbeschule Zürich bei Albert Freytag. Um 1880 lernte Bion ihre langjährige Lebensgefährtin und Mäzenin Caroline von Muralt (1851–1918) kennen, mit deren Hilfe es ihr finanziell relativ gut ging. 1885 bis 1895 lebten die beiden Frauen in Paris, wo Bion in den Ateliers von Luc-Olivier Merson, Jules-Joseph Lefebvre und Jean-Joseph Benjamin-Constant lernte. Studienreisen führten Bion nach Italien, Deutschland, Belgien und Holland.
Ende der 1890er-Jahre war Bion bereits eine bekannte Künstlerin, die fast jedes Jahr im Kunsthaus Zürich ausstellte. Im Jahr 1890 zog sie wieder in die Schweiz und siedelte sich in Zürich an. Im November 1914 stellte sie letztmals im Kunsthaus Zürich aus. Nach 1916 war sie nicht mehr künstlerisch aktiv. Nach dem Tod von Caroline von Muralt lebte Bion bis zu ihrem Tod in der früher gemeinsamen Wohnung. Sie starb im Rotkreuz-Spital in Zürich.

## Werk (Auswahl)

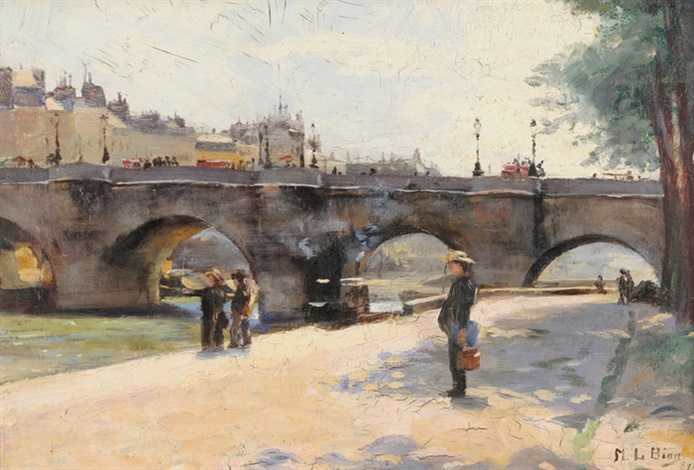
Marie-Louise Bion: Spaziergänger an der Seine

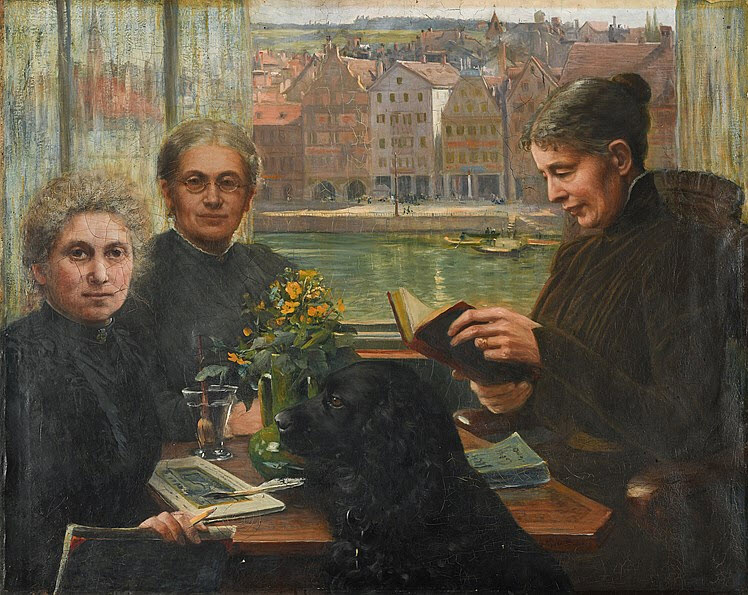
Marie-Louise Bion: Gruppenbild mit Hund – rechts im Bild Caroline von Muralt

Zum Broterwerb nahm Bion immer wieder Porträtaufträge an, die häufig Kinder und Hunde zeigten. In Zürich fertigte sie auch dekorative und kunstgewerbliche Kunst an.
- 1886: Mädchen mit kurzen Haaren, Kulturmuseum St. Gallen, Pastell auf Leinwand über Holz[2]
- 1888: Jagdhund, Kulturmuseum St. Gallen[2]
- 1989: Porträt des Weinfelder Lithografen Hans Gilsi[2]
- 1889: Spaziergänger beim Pont Neuf, Öl auf Malkarton, Privatbesitz[2][1][A 1]
- 1890: Mädchen mit Hund, Standort unbekannt[2]
- 1891: Selbstporträt, Kunstmuseum St. Gallen[2][6]
- 1891: Mädchen mit Sonnenhut am Fenster, Kulturmuseum St. Gallen[2][1][A 2]
- 1892: Kinder mit Buch, Kulturmuseum St. Gallen, Pastell[2]
- 1895: Kinderszene aus Chioggia, Kunstmuseum St. Gallen[2][6]
- 1898: Un vieux Savant, Kulturmuseum St. Gallen[2]
- 1890er Jahre: Bildnis des Malers Albert Freytag, Standort unbekannt[2]
- Um 1900: Gruppenbild mit Hund, Kulturmuseum St. Gallen[2]

## Ausstellungen (Auswahl)
- 1889: Schweizer Wanderausstellung Turnus[2]
- 1890: Erste Nationale Kunstausstellung der Schweiz in Bern[7]
- 1892: Nationale Kunstausstellung in Lausanne[2]
- 29. August 2020 – 31. Januar 2021: Berufswunsch Malerin! – Elf Wegbereiterinnen der Schweizer Kunst aus 100 Jahren, Historisches und Völkerkundemuseum (heute Kulturmuseum) St. Gallen[8]
- 27. März 2021 – 24. April 2022: Blicke aus der Zeit – Sammlungsperspektiven I, Kunstmuseum St. Gallen[9]

## Rezeption
Im 1. Band des Schweizerischen Künstler-Lexikons aus dem Jahr 1905 taucht Marie-Louise Bion mit einem kleinen Absatz auf. Aber sie «teilt das Schicksal vieler Künstlerinnen jener Zeit, die zwar einige Erfolge feiern dürfen, nach dem Tod aber schnell vergessen gehen. Symptomatisch dafür ist, dass sie in musealen Sammlungen nicht vertreten ist.» Daniel Studer, Leiter des Historischen- und Völkerkundemuseums St. Gallen, entdeckte auf einer Kunstauktion ein unbekanntes Gemälde aus dem Jahr 1889, Spaziergänger an der Seine. Dies war der Anstoss für seine Recherche zu Schweizer Künstlerinnen, die bislang in gängigen Kunstlexika fehlten und deren Werke häufig bei den ehemaligen Auftraggebern verblieben und damit nicht in Museen ausgestellt wurden. Das Ergebnis zeigt eine Sammelausstellung des Historischen und Völkerkundemuseums (heute Kulturmuseum) St. Gallen 2020/2021 mit elf Wegbereiterinnen der Kunst, eine davon Marie-Louise Bion.
Viola Priss stellte im Tagblatt der Stadt Zürich eine Gemeinsamkeit für diese Frauen heraus: «Dem Malen alles unterzuordnen, bedeutete für alle elf Künstlerinnen, kinderlos und, bis auf die St. Galler Künstlerin Maria Geroe-Tobler, unverheiratet zu bleiben. Häufig endete das Schaffen der Pionierinnen, weil sie ein männliches Familienmitglied pflegen mussten. Sofern irgendwie möglich, lebten sie allein, versuchten, unabhängig zu sein durch Auftragsmalerei oder Ausstellungen.»